# Amaravati (capitale)
Amaravati (in telugu అమరావతి) è una città dell'India, capitale dell'Andhra Pradesh. È situata sulla riva destra del fiume Krishna, vicino alle città di Guntur (35 km) e Vijayawada (12 km). Si tratta di una città di fondazione, il cui progetto si estende su una superficie di 217 km².

## Toponimo
Amaravati, che significa "luogo degli immortali", è il nome di una cittadina che fu capitale dell'Impero shatavahana tra il III secolo a.C. e il II d.C. Situata a nord-ovest della futura capitale, la cittadina è nota per il suo stile artistico buddista. La scelta di questo nome serve per inserire la nuova capitale nella tradizione storica dell'Andhra Pradesh.

## Geografia
Il sito di Amaravati si estende su 24 villaggi e una parte della municipalità di Tadepalle, per una superficie di 217,23 km². Si tratta di un'area di pianura alluvionale (25 m d'altitudine) sulla riva destra del fiume Krishna, circondata ad est dal monte Undavalli e a ovest dal Pedamadduru (250 m). La regione della futura capitale, inserita in un ampio progetto di sviluppo, comprende i distretti di Guntur e Krishna.
La capitale è in una posizione centrale nello stato, dopo la ridefinizione dei suoi confini, a 360 km da Visakhapatnam, 430 km da Chennai e 280 km dalla precedente capitale Hyderabad. Situata a valle della diga di Prakasam, al vertice del delta del Krishna, Amaravati è raggiungibile dalla strada nazionale NH16.

## Storia
Al momento della divisione dello stato nel giugno 2014, la capitale Hyderabad è stata attribuita al Telangana, pur rimanendo la capitale comune dei due stati per dieci anni. Il nuovo governo dell'Andhra Pradesh, guidato da Nara Chandrababu Naidu, ha deciso il 1º settembre 2014 di stabilire la nuova capitale nell'area di Vijayawada.
La cerimonia di posa della prima pietra ha avuto luogo il 22 ottobre 2015 alla presenza del primo ministro indiano Narendra Modi e dei due chief minister del Telangana e dell'Andhra Pradesh nel villaggio di Uddandarayunipalem.
A partire da ottobre 2016 l'amministrazione centrale dell'Andhra Pradesh si è insediata in un complesso amministrativo temporaneo costruito presso il villaggio di Velagapudi, sul sito della futura capitale. La prima sessione dell'assemblea legislativa si è tenuta nel marzo 2017.

## Urbanistica
La preparazione del masterplan è stata affidata all'agenzia singaporeana Surbana International ed è stato completato nel luglio 2015. Esso prevede la costruzione di una città intelligente e sostenibile, che possa raggiungere nel 2050 4,5 milioni di abitanti. Si prevede che la capitale sia costruita in tre fasi: 
- 2015-2025: costruzione del quartiere amministrativo definitivo, di un centro degli affari e di abitazioni per 850 000 abitanti;
- 2025-2035: sviluppo dei settori residenziali (900 000 abitanti) e commerciali;
- 2035-2050: espansione dei settori industriali e dell'attività turistica.